# Westwood Studios
Pour les articles homonymes, voir Westwood.
Westwood Studios est un studio américain de développement de jeux vidéo. Fondé par Brett Sperry et Louis Castle en 1985 sous le nom initial de Westwood Associates puis renommé Westwood Studios après avoir été racheté par Virgin Interactive en 1992. La société est de nouveau rachetée mais par Electronic Arts (EA) en 1998, puis fermée en 2003.
Westwood est mieux connue pour avoir développé des jeux vidéo de stratégie en temps réel, d'aventure et de rôle. Il est listé dans le Livre Guinness des records pour avoir vendu 10 millions d'exemplaires du jeu Command and Conquer à travers le monde.

## Histoire
Basée à Las Vegas, la société est fondée sous le nom Westwood Associates par Brett Sperry et Louis Castle en 1985. Les premiers projets de Westwood sont des portages de jeux vidéo 8 bits vers des systèmes 16 bits - Commodore Amiga, Atari ST - pour des sociétés comme Epyx ou SSI. Le premier jeu original du studio est Mars Saga, développé pour Electronic Arts en 1988. Westwood travaille par la suite pour Infocom et Disney. Un des premiers grands succès de l'entreprise est Eye of the Beholder, un jeu de rôle en temps réel basé sur la licence Donjons et Dragons, développé pour SSI.
En 1992, la société change de nom pour devenir Westwood Studios, et est vendue à Virgin Interactive. Westwood connaît alors le début de son âge d'or, avec Dune II (qui jette les bases du genre du jeu de stratégie en temps réel), le jeu d'aventure The Legend of Kyrandia ainsi qu'avec Lands of Lore.  
Leur plus grand succès reste Command and Conquer, paru en 1995, qui reprend et développe la recette de Dune II: gameplay et Interface graphique affinés, adjoints de graphismes en 3D pré-calculée, de cinématiques, d'une bande son techno et d'un support pour le Jeu en réseau via modem. Command and Conquer finit de codifier le genre du Jeu de stratégie en temps réel, simultanément au Warcraft du développeur concurrent Blizzard. Le jeu rencontre un immense succès et de nombreuses suites.  
Westwood a d'autres succès à son actif, comme l'adaptation en jeu vidéo de Blade Runner en 1997 (élu meilleur jeu d'aventure de l'année) et Nox, en 1999. 
En 1998, Westwood Studios est racheté par Electronic Arts, cependant la firme décide de fermer le studio en 2003,. Une partie des anciens membres (notamment le musicien Frank Klepacki), se sont retrouvés et ont formé Petroglyph Games.

## Jeux développés
- Mars Saga (1988)
- BattleTech: The Crescent Hawk's Inception (1988)
- Mines of Titan (1989), un remake de Mars Saga (1988)
- A Nightmare On Elm Street (1989 ; basé sur le film Les Griffes du cauchemar)
- BattleTech: The Crescent Hawk's Revenge (1990)
- Circuit's Edge (1990 ; adaptation du roman Gravité à la manque)
- DragonStrike (1990)
- Dune II : La Bataille d'Arrakis (1992)
- Order of the Griffon (1992)
- Dungeons and Dragons: Warriors of the Eternal Sun (1992)
- Eye of the Beholder (1990)
- Eye of the Beholder II: The Legend of Darkmoon (1991)
- The Legend of Kyrandia (1992)
- The Journeyman Project Turbo (1994)
- The Hand of Fate (1993)
- Lands of Lore: The Throne of Chaos (1993)
- Malcolm's Revenge (1994)
- Le Roi lion (1994)
- Young Merlin (1994)
- Monopoly (1995)
- Lands of Lore: Guardians of Destiny (1997)
- Blade Runner (1997)
- Dune 2000 (1998)
- Lands of Lore 3 (1999)
- Nox (2000)
- Empereur : La Bataille pour Dune (2001)
- Pirates - Kat la Rouge (2002)
- Earth and Beyond (2002)
- Série Command and Conquer (1995–2002)